# Гвидобальдо дель Монте
Гвидоба́льдо дель Мо́нте  (итал. Guidobaldo del Monte, маркиз;  11 января 1545, Пезаро — 6 января 1607, Момбароччо) — итальянский математик, механик, астроном и философ

, друг и покровитель Галилея. В русской научной литературе встречается множество вариантов написания его имени: Гвидо Убальди, Гидо Убальди, Гвидо Бальди, Гвидобальди и др.

## Биография
Гвидобальдо родился в городе Пезаро (в то время — столица герцогства Урбино), в богатой и знатной семье; отец его, Раньери, получил от герцога Гвидобальдо II делла Ровере наследственный титул маркиза за военные заслуги. Учился при дворе герцога Урбино, а в 1564 году поступил в Падуанский университет, где в нём пробудился живой интерес к науке и где он подружился с поэтом Торквато Тассо. Затем юноша участвовал в военных действиях против турок-османов — в основном как военный инженер, строивший фортификационные сооружения.
По окончании кампании Гвидобальдо вернулся в родное имение — в Момбароччо (на полпути между Пезаро и Урбино) — и посвятил себя изучению различных наук (преимущественно математики, астрономии и физики). Математику и механику он изучал под руководством математика Федерико Коммандино (известного, в частности, своими переводами с греческого на латинский трудов древнегреческих математиков и механиков). В это время Гвидобальдо обрёл друга в лице Бернардино Бальди, который также был учеником Коммандино.
В 1588 году Гвидобальдо дель Монте был назначен генеральным инспектором укреплений Тосканского герцогства.
Ещё раньше (около 1586 года) он обратил внимание на 22-летнего талантливого физика и математика Галилея, к этому времени — автора нескольких оригинальных книг и изобретений, но оставшегося без средств к существованию. Маркиз взял его под своё покровительство и (через посредство своего брата-кардинала) представил тосканскому герцогу Фердинанду I Медичи. Это помогло Галилею получить свою первую научную должность — кафедру в Пизанском университете. Спустя 3 года (1592) маркиз помог Галилею стать профессором Падуанского университета, где он совершил свои знаменитые телескопические открытия.
Гвидобальдо скончался в Монтебароччо (Montebaroccio) в 1607 году.

## Научная деятельность

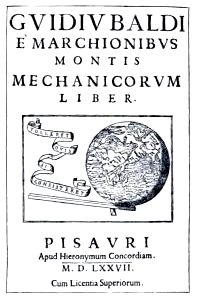
Титульный лист книги Mechanicorum Liber, 1577

В XVI—XVII веках Гвидобальдо дель Монте пользовался большим уважением — в первую очередь как теоретик механики (хотя он занимался также математикой и астрономией). Известно, что его труды изучал Декарт. Даже в XIX веке цитаты из работ Гвидобальдо можно найти в статьях Лагранжа.
В двух сочинениях Гвидобальдо дель Монте — «Книга о механике» (1577) и «Замечания по поводу трактата Архимеда “О равновесии плоских фигур”» (1588) — рассматриваются вопросы статики (прежде всего, равновесия «простых машин»). В этих работах Дель Монте, глубоко изучивший в своё время труды Архимеда, выступил как убеждённый сторонник геометрического варианта статики (и столь же убеждённый противник её кинематического варианта). В основу своей теории равновесия систем подвешенных тяжёлых тел он положил два закона: архимедов критерий расположения центра тяжести на вертикальной прямой, проходящей через точку подвеса и принцип равенства моментов сил относительно неподвижной точки рассматриваемой машины.
Задачи о равновесии рычага, ворота, весов и груза на наклонной плоскости Дель Монте решает, применяя геометрические методы статики. В то же время, излагая в своей «Книге о механике» теорию полиспаста и рассматривая в этой связи задачу о равновесии груза, который поддерживается перекинутой через блоки верёвкой, Дель Монте в ходе решения данной задачи пользуется «золотым правилом механики» (т. е. одним из элементарных вариантов принципа возможных скоростей) и тем самым фактически обращается к раскритикованному им же кинематическому варианту статики.
Другой научный труд Гвидобальдо дель Монте относится к математической теории перспективы и называется «Перспективы» (в 6 книгах; опубликован в 1600 году). В нём он разрабатывал основы учения о перспективе и одним из первым показал, что параллельные линии в перспективе сходятся в одной точке. Эта работа
Дель Монте приобрела немалую популярность среди художников, архитекторов и театральных режиссёров.
Астрономический труд Дель Монте «Об улитке» был издан посмертно.
Дель Монте принадлежат несколько изобретений, в том числе — оригинальный чертёжный инструмент, предназначенный для вычерчивания правильных многоугольников и деления отрезка на равные части.

### Труды
- Книга о механике (Mechanicorum liber).  Pisauri, 1577
- Planisphaeriorum universalium theorica. Pisauri, 1579; Coloniae, 1581 (переиздание)
- De ecclesiastici calendarii restitutione. Pisauri, 1580
- In duos Archimedis aequeponderantium libros paraphrasis scholiis illustrata. Pisauri, 1588
- Перспективы (Perspectivae). Pisauri, 1600
- Об улитке (De cochlea). Venetiis, 1615